# Врбица (Жепче)
Врбица је насељено мјесто у општини Жепче, Босна и Херцеговина.

## Историја
Врбица је до 2001. била у саставу општине Завидовићи.

## Становништво
|             | 2013.        | 1991.         | 1981.         | 1971.         |
| Укупно      | 400 (100,0%) | 600 (100,0%)  | 550 (100,0%)  | 527 (100,0%)  |
| Хрвати      | 244 (61,00%) | 357 (59,50%)  | 324 (58,91%)  | 355 (67,36%)  |
| Бошњаци     | 154 (38,50%) | 242 (40,33%)1 | 214 (38,91%)1 | 171 (32,45%)1 |
| Непознато   | 2 (0,500%)   | –             | –             | –             |
| Остали      | –            | 1 (0,167%)    | –             | 1 (0,190%)    |
| Југословени | –            | –             | 10 (1,818%)   | –             |
| Срби        | –            | –             | 2 (0,364%)    | –             |

1. 1 На пописима од 1971. до 1991. Бошњаци су пописивани углавном као Муслимани.